# Bisket Jatra

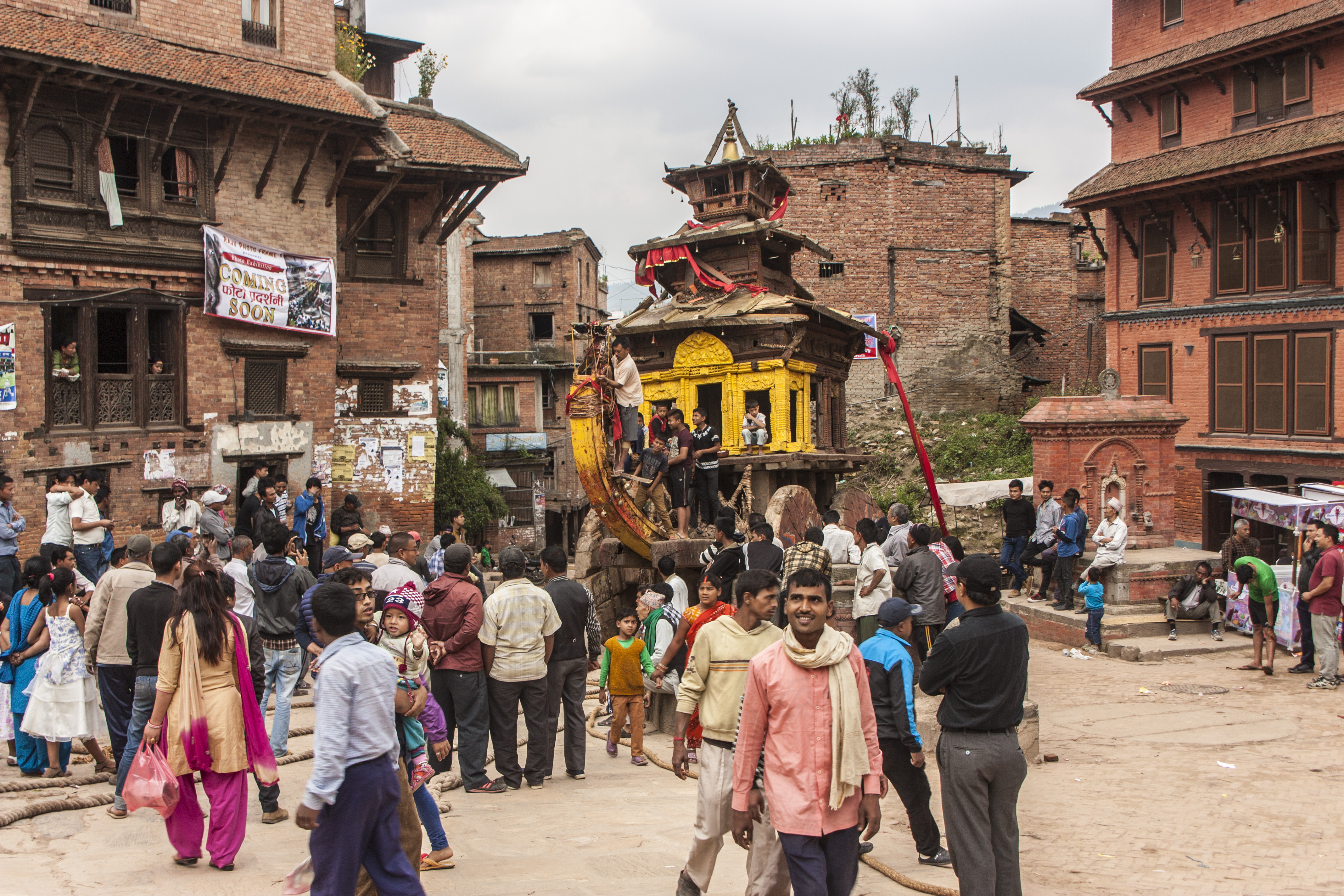
Carro del Bisket Jatra in una piazza di Bhaktapur

Bisket Jatra è una festa annuale a Bhaktapur in Nepal. Questa festa si celebra durante l'inizio della Bikram Sambat il nuovo anno del calendario nepalese. Secondo il mito questa celebrazione è la “festa, dopo la morte del serpente". Diverse parti della città celebrano questa festa secondo il rituale.
Luogo più importante per la festa è piazza Durbar (Khwopa Layeku), Thimi balkumari, Bodde ecc. In piazza Durbar un enorme carro che trasporta una statua del dio Bhairava è tirato da centinaia di persone al khalnâ Tole. Circa un mese prima, il carro viene montato vicino al tempio di Nyatapole. Ma l'evento più spettacolare sempre a piazza Durbar è un enorme tiro alla fune tra la parte orientale e occidentale della città. Ogni squadra cerca di tirare dalla sua parte. Il carro invece è diretto verso khalnâ Tole.
In un'altra parte di Bhaktapur chiamata Balkumari Thimi c'è una festa colore molto spettacolare (Sindur Jatra). In particolare avviene il trasporto di un carro. La gente celebra e condivide il saluto gettando polvere colorata con un sottofondo di musica newari.